# Under a Funeral Moon
Under a Funeral Moon — третий студийный альбом норвежской блэк-метал-группы Darkthrone, вышедший в 1993 году. Он был записан в июне 1992 года и выпущен 15 февраля 1993 года на лейбле Peaceville Records. Это был последний альбом в записи которого принимал участие гитарист Zephyrous (Ивар Энгер), который покинул группу вскоре после выпуска.

## Об альбоме
Предыдущий альбом Darkthrone, A Blaze in the Northern Sky, считается их первым релизом в стиле блэк-метал, хотя в нем сохранились некоторые элементы раннего дэт-металлического звучания группы. Барабанщик и лидер группы Фенриз сказал, что Darkthrone начали писать Under a Funeral Moon в конце 1991 года, чтобы создать «чисто блэк-металлический альбом».
Альбом был записан в Creative Studios в Колботне в июне 1992 года. Качество звука стало заметно ниже, чем в предыдущей работе группы. Также вокал всегда сопровождало эхо. Это было сделано для того, чтобы создать более «холодную» и «мрачную» атмосферу. Человек на обложке альбома — вокалист и басист Ноктурно Культо. В 2001 году диск был переиздан. В 2003 году альбом был снова переиздан в формате дигипак и ремастирован, в качестве бонуса было также добавлено видео-интервью с группой.

## Рецензии
Death Metal Underground отмечают, что альбом представляет собой эстетический сдвиг в жанре, что делает Darkthrone первой блэк-металлической группой, в которой дисторшн определяет и двигает всю музыку в альбоме, а не только гитары.

## Список композиций
Вся музыка написана Фенризом, за исключением 1, 3 (Ноктурно Культо) и 4,7 (Zephyrous). Вся лирика — Фенриз. 
| №                   | Название                                                                    | Музыка              | Длительность |
| ------------------- | --------------------------------------------------------------------------- | ------------------- | ------------ |
| 1.                  | «Natassja in Eternal Sleep» (рус. Наташа в вечном сне)                      | Ноктурно Культо     | 3:33         |
| 2.                  | «Summer of the Diabolical Holocaust» (рус. Лето дьявольского Холокоста)     |                     | 5:18         |
| 3.                  | «The Dance of Eternal Shadows» (рус. Танец вечных теней)                    | Ноктурно Культо     | 3:43         |
| 4.                  | «Unholy Black Metal» (рус. Нечестивый блэк-метал)                           | Zephyrous           | 3:30         |
| 5.                  | «To Walk the Infernal Fields» (рус. Прогулка по адским полям)               |                     | 7:50         |
| 6.                  | «Under a Funeral Moon» (рус. Под похоронной луной)                          |                     | 5:06         |
| 7.                  | «Inn i de dype skogers favn» (рус. В объятия глубоких лесов)                | Zephyrous           | 5:25         |
| 8.                  | «Crossing the Triangle of Flames» (рус. Пересечение огненного треугольника) |                     | 6:12         |
| Общая длительность: | Общая длительность:                                                         | Общая длительность: | 40:37        |

## Участники записи
- Fenriz — ударные, лирика
- Nocturno Culto — бас, вокал
- Zephyrous — гитара